# Juli Garola i Monné
Juli Garola i Monné (Reus, 19 d'abril de 1927 - 2002) va ser un pintor català. Era fill d'Isidre Garola Jardí, pintor, de Falset i de Carme Monné Compte, de Reus.
Va assistir a classes de pintura amb Josep Ferré Revascall però en general és considerat un autodidacte. Va formar part de la brillant generació de pintors avantguardistes de la postguerra al Camp de Tarragona, com Joan Rebull, Josep Maria Morató Aragonès, Ceferí Olivé, o Ramon Ferran. També freqüentava el grup de pintors i literats que es reunien al Centre de Lectura anomenats Penya del Laurel, on, entre d'altres, hi havia Josep Maria Arnavat i Pere Calderó. De la teoria va passar a la pràctica i va marxar a Barcelona on es va relacionar amb artistes barcelonins, però mort el seu pare, va haver de tornar a Reus, i es va dedicar a la decoració. Va ser l'autor de molts stands de la Fira de Mostres de Reus, i també va decorar espais a fires de Madrid i París. Va formar part de la Secció d'Art del Centre de Lectura, i l'any 1959 va ser elegit president de la Secció. Pintava amb un estil propi que va guanyar cotització amb el temps. Al fer-se grans els seus fills es va dedicar només a la pintura aconsellat per l'escultor Joan Rebull. Els seus temes eren bàsicament el paisatge i el retrat Tenia el taller al carrer Alt de Sant Pere. Va exposar amb èxit a Barcelona, Madrid i París. El seu fill va seguir amb la pintura decorativa. La ciutat de Reus li ha dedicat una plaça al barri Juroca.